# اجبار (روابط بین‌الملل)
در روابط بین‌الملل، اجبار (انگلیسی: Coercion) به تحمیل هزینه‌ها توسط یک دولت بر دولت‌های دیگر و بازیگران غیردولتی برای جلوگیری از انجام عملی (بازدارندگی) یا وادار کردن آنها به انجام عملی (وادارسازی) اطلاق می‌شود. اجبار غالباً به شکل تهدید یا استفاده محدود از نیروی نظامی ظاهر می‌شود. این مفهوم معمولاً از نظر تحلیلی از اقناع (که ممکن است لزوماً شامل تحمیل هزینه‌ها نباشد)، نیروی بی‌رحمانه (که ممکن است هدف آن شکل‌دهی به رفتار دشمن نباشد) یا جنگ تمام‌عیار (که شامل استفاده از تمام توان نظامی است) متمایز در نظر گرفته می‌شود.
اجبار به دو شکل بازدارندگی یا وادارسازی ظاهر می‌شود. وادارسازی به دلیل دشواری در وادار کردن بازیگران به عقب‌نشینی از اقدامات، موفقیت‌آمیزتر از بازدارندگی توصیف شده است. یک طبقه‌بندی تأثیرگذار از اجبار، بین استراتژی‌هایی برای «مجازات» یک دشمن، افزایش «خطر» برای یک دشمن، یا «محروم کردن» دشمن از دستیابی به اهدافش تمایز قائل می‌شود. موارد موفق دیپلماسی اجباری در یک مورد ممکن است تأثیر بازدارنده‌ای بر سایر کشورها داشته باشد، در حالی که شهرت عدم قاطعیت ممکن است بازدارندگی عمومی و وادارسازی آینده را تضعیف کند.
دیپلماسی اجباری موفق مستلزم تهدیدهای واضح، محاسبه هزینه-فایده، اعتبار و اطمینان‌بخشی است. این اغلب حول نمایش توانایی‌ها و عزم می‌چرخد، که هر دو اعتبار تلاش‌ها برای اجبار دیگران را افزایش می‌دهند. محققان چندین عامل را به عنوان عوامل مؤثر در اجبار موفق شناسایی کرده‌اند، از جمله قدرت، منافع، شهرت، اعتبار، عزم، و توانایی سیگنال‌دهی.

## تعریف
دانیل بایمن و متیو وکسمن «اجبار» را اینگونه تعریف می‌کنند: "وادار کردن دشمن به رفتار خاص از طریق هر چیزی کمتر از نیروی بی‌رحمانه؛ دشمن همچنان باید توانایی خشونت سازمان‌یافته را داشته باشد اما انتخاب کند که آن را اعمال نکند". استراتژی اجبار "متکی بر تهدید نیروی نظامی آینده برای تأثیرگذاری بر تصمیم‌گیری دشمن است، اما ممکن است شامل استفاده محدود از نیروی واقعی نیز باشد".
رابرت پیپ از اصطلاح «اجبار» به عنوان مترادف «وادارسازی» استفاده می‌کند.

## اجبار
توماس شلینگ و رابرت پیپ بین استراتژی‌های اجباری که به دنبال:
1. مجازات: افزایش هزینه‌ها برای دشمن
2. خطر: افزایش احتمال هزینه‌های آینده برای دشمن
3. محروم کردن: جلوگیری از دستیابی دشمن به اهدافش

پیپ همچنین استراتژی «سر بریدن» را اضافه کرد که معمولاً به هدف قرار دادن رهبران می‌پردازد. الکساندر داونز و کاترین مک‌ناب کوچران بین دو استراتژی مجازات تمایز قائل می‌شوند: (۱) قربانی کردن اجباری (که با هدف قرار دادن غیرنظامیان، هزینه‌های جنگ را برای یک دولت افزایش می‌دهد) و (۲) قربانی کردن حذف‌کننده (که غیرنظامیان را از قلمرو خارج می‌کند).
به گفته ریچارد ند لبوف، اجبار موفق معمولاً شامل موارد زیر است:
1. یک تعهد تدوین‌شده
2. اطلاع‌رسانی آن تعهد به طرف مقابل
3. توانایی پشتیبانی از تعهد
4. اراده برای پشتیبانی از تعهد

به گفته رابرت آرت، پیش‌شرط‌های موفقیت اجبار عبارتند از:
1. اهداف روشن
2. انگیزه قوی
3. حمایت داخلی و بین‌المللی
4. رهبری قوی
5. خواسته‌های به وضوح بیان شده
6. ایجاد حس فوریت در ذهن کشور هدف
7. ایجاد ترس از تشدید غیرقابل قبول در هدف
8. عدم تقارن در انگیزه

### بازدارندگی
بازدارندگی به طور گسترده به عنوان هرگونه استفاده از تهدیدها (ضمنی یا صریح) یا نیروی محدود با هدف بازداشتن یک بازیگر از انجام عملی (یعنی حفظ وضعیت موجود) تعریف می‌شود.
بیشتر کارهای نوآورانه در زمینه نظریه بازدارندگی از اواخر دهه ۱۹۴۰ تا اواسط دهه ۱۹۶۰ انجام شد. از نظر تاریخی، پژوهش‌ها در زمینه بازدارندگی بیشتر بر بازدارندگی هسته‌ای متمرکز بوده‌اند. از پایان جنگ سرد، گسترش پژوهش‌ها در زمینه بازدارندگی به حوزه‌هایی که به طور خاص به سلاح‌های هسته‌ای مربوط نمی‌شوند، صورت گرفته است.

### وادارسازی
وادارسازی تلاشی است برای وادار کردن یک بازیگر به تغییر رفتار خود از طریق تهدید به استفاده از زور یا استفاده واقعی از نیروی محدود. برخلاف نظریه بازدارندگی، که یک استراتژی با هدف حفظ وضعیت موجود (بازداشتن دشمنان از انجام یک عمل) است، وادارسازی شامل تلاش‌هایی برای تغییر وضعیت موجود (متقاعد کردن حریف برای تغییر رفتار خود) است.

### اعتبار
اعتبار در روابط بین‌الملل به احتمال درک شده‌ای اشاره دارد که یک رهبر یا یک دولت تهدیدها و وعده‌های داده شده را پیگیری می‌کند. اعتبار یک مؤلفه کلیدی دیپلماسی اجباری و نظریه بازدارندگی، و همچنین عملکرد اتحادهای نظامی است. اعتبار با مفاهیمی مانند شهرت (چگونه رفتار گذشته درک از تمایلات یک بازیگر را شکل می‌دهد) و عزم (تمایل به پایداری در عین تحمل هزینه‌ها) مرتبط است.
اعتبار ممکن است از طریق ارزیابی شهرت گذشته، منافع فعلی و سیگنال‌دهی تعیین شود. سوءتفاهم و سوءارتباط می‌تواند منجر به ارزیابی‌های اشتباه از اعتبار شود. ارزیابی شهرت ممکن است به رهبران خاص و همچنین دولت‌ها مرتبط باشد. برخی از محققان سؤال می‌کنند که آیا اعتبار یا شهرت در اختلافات بین‌المللی اهمیت دارد.
اعتبار مستلزم آن است که نافرمانی با مجازات و اطاعت با خویشتن‌داری مواجه شود. یکی از مشکلات اصلی در دیپلماسی اجباری این است که سیگنال‌دهی معتبر مبنی بر اینکه اطاعت منجر به مجازات نخواهد شد، دشوار است. اگر دولت اجبار شده تصور کند که بدون توجه به اینکه اطاعت کند یا نکند، مجازات خواهد شد، آنگاه ممکن است احتمال عدم اطاعت افزایش یابد.
برخی پژوهش‌ها نشان می‌دهند که اعتبار تهدیدات با سیگنال‌دهی پرهزینه افزایش می‌یابد، به این معنی که خود تهدیدات هزینه‌هایی را به همراه دارند که نشان‌دهنده واقعی بودن تهدیدات است. سایر محققان استدلال می‌کنند که سیگنال‌دهی هزینه غرق‌شده در عمل بسیار نادر است، زیرا دولت‌ها ترجیح می‌دهند اعتبار و عزم را به روش‌های دیگری سیگنال دهند.
برخی از محققان استدلال می‌کنند که متحمل شدن هزینه‌های تماشاگر به طور مؤثری اعتبار تهدیدات را افزایش می‌دهد. سایر محققان این موضوع را که هزینه‌های تماشاگر اعتبار را افزایش می‌دهد، مورد بحث قرار می‌دهند.